# 比利蘭島
11°31′23″N 124°32′06″E / 11.523°N 124.535°E

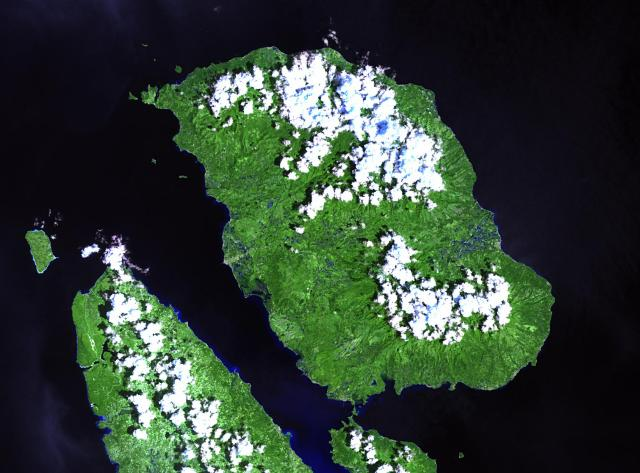

比利蘭島是菲律賓的火山島，位於該國中部，屬於維薩亞斯群島的一部分，面積555.4平方公里，最高點海拔高度1,301米，最近一次火山噴發在1939年發生，2000年人口140,274。

## 外部連結
- Philippine Institute of Volcanology and Seismology (PHIVOLCS) Biliran Page
- BiliranIsland.com （页面存档备份，存于）